# Šahovska olimpijada 1952.
10. Šahovska olimpijada održana je 1952. u Finskoj. Grad domaćin bio je Helsinki.

## Poredak osvajača odličja
| Mj. | Država      | Bodova | Igrači |
| --- | ----------- | ------ | ------ |
| 1.  | SSSR        | 21,0   |        |
| 2.  | Argentina   | 19,5   |        |
| 3.  | Jugoslavija | 19,0   |        |

| Pobjednici       |
| ---------------- |
| SSSR Prvi naslov |